# Grêmio Esportivo Brazlândia
Il Grêmio Esportivo Brazlândia, meglio noto come Brazlândia e in precedenza come Sociedade Esportiva Brazlândia, è una società calcistica brasiliana con sede a Brazlândia, nel Distretto Federale.

## Storia
Il Brazlândia è stato fondato il 5 giugno 1995 da un gruppo di amici che desideravano portare il calcio professionistico a Brazlândia. Il club è diventato membro della Federação Metropolitana de Futebol il 2 febbraio 1996. La prima partita ufficiale della squadra è stata una vittoria per 2-1 contro il Brasília al Mané Garrincha l'8 marzo 1996.
Il primo titolo del Brazlândia è arrivato nel 2007, quando la squadra è stata campione della seconda divisione statale, con una vittoria contro il Legião per 4-2. Nel 2011 la squadra divenne bicampione della medesima competizione.
Nel 2018 un gruppo di uomini d'affari acquistò la Sociedade Esportiva Brazlândia e la trasformò in Grêmio Esportivo Brazlândia.

## Palmarès

### Competizioni statali
- Campeonato Brasiliense Segunda Divisão: 2

2007, 2011